# جوراندير
جوراندير هو لاعب كرة قدم برازيلي في مركز الدفاع، ولد في 19 ديسمبر 1938 في ساو باولو في البرازيل. لعب مع ماريليا أتلتيكو ‏.

## وصلات خارجية
- جوراندير على موقع أوليمبيديا (الإنجليزية)